# Louis de Hally
Louis de Hally, né vers 1634 à Jouveaux (aujourd'hui Morainville-Jouveaux) et tué au combat le 27 mai 1678 devant Barcelone, est un officier de marine français du début du règne de Louis XIV.

## Biographie
Il est né  d'Alexandre de Hally, seigneur de Jouveaux, et de Madeleine Chéron, vers 1634. Il quitte le manoir familial à l'âge de 13 ou 14 ans pour s'initier au métier des armes.
Il est du corps expéditionnaire expédié contre les Turcs lors du siège de Candie en 1660. Nommé capitaine de brûlot en 1666, le chevalier s'illustre pendant la guerre de Dévolution et ne tarde pas à être élevé au rang de capitaine de vaisseau, le 2 février 1668. Il participe ensuite à toutes les opérations navales menées par la flotte du Ponant, et est blessé à plusieurs reprises.
En 1670 et 1671, il dirige une mission de reconnaissance des côtes de Guinée sur l'ordre de Colbert, à bord du vaisseau le Tourbillon, aux côtés de Louis Ancelin de Gémozac. Il rapporte de cette mission un rapport complet sous la forme d'une relation de voyage manuscrite qui se trouve encore dans les mélanges de Colbert conservés à la Bibliothèque nationale de France,.
Il participe aux grandes batailles navales de la guerre de Hollande dans l'Atlantique en 1672 et 1673, avant de rejoindre la Méditerranée où il combat les Espagnols et les Hollandais de amiral Ruyter à Messine en 1674, à Stromboli en 1675, à Palerme en 1678 et finalement à Barcelone devant laquelle il meurt le 27 mai 1678, le bras arraché par un boulet de canon.

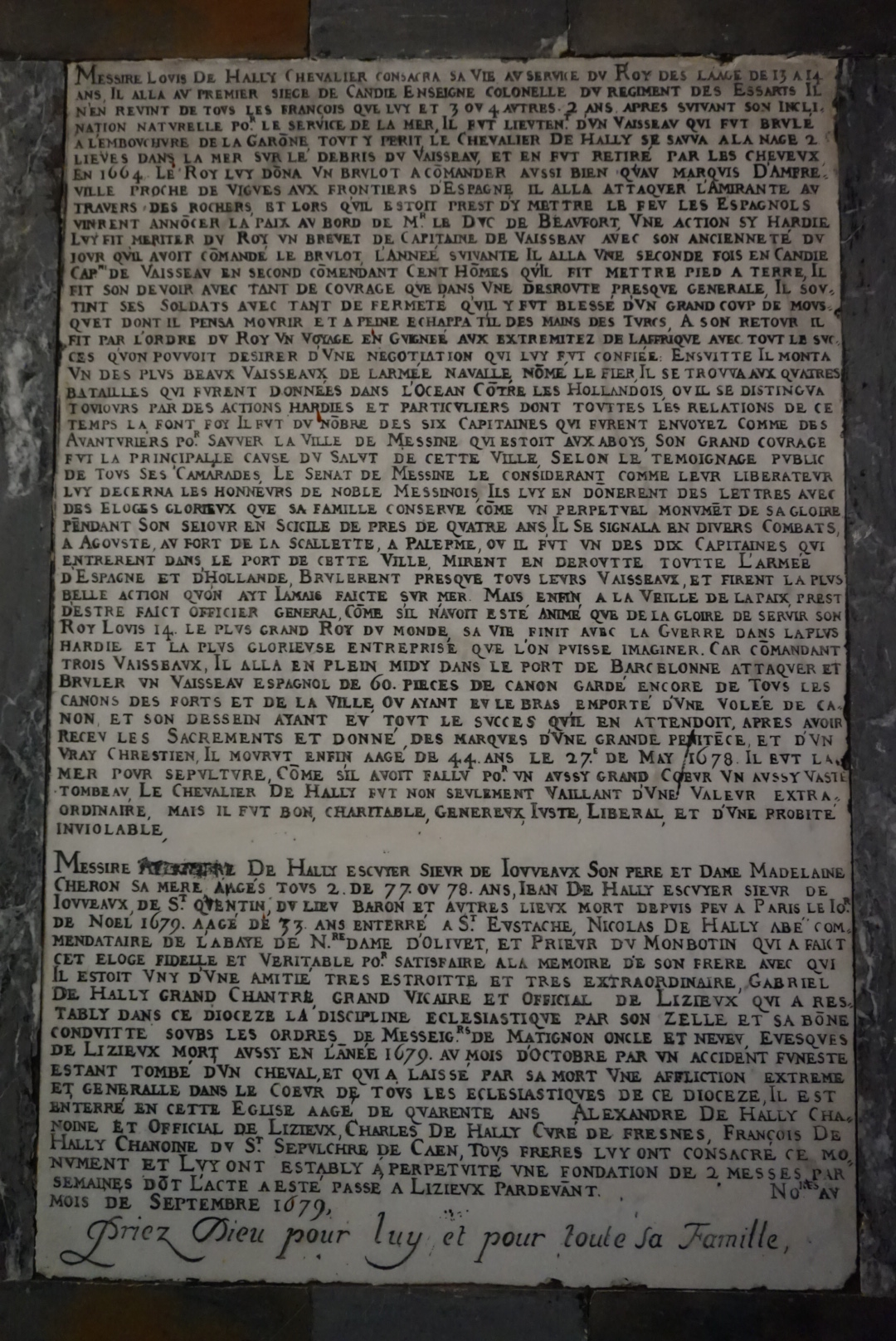
Plaque à Jouveaux.

Un cénotaphe en marbre en sa mémoire, élevé par ses parents et ses frères, peut encore être vu dans la petite église de Jouveaux. Sur ce cénotaphe, on peut lire : 

« […] il fit par l'ordre du Roy un voyage en Gyunée aux extremitez de l'Affrique avec tout le succes qu'on pouvoit désirer d'une négociation quy luy fut confiée […]. »

## Héraldique
Armoiries : De sable à deux jumelles d'argent, au pal d'or brochant sur le tout.